# Apantomancja
Apantomancja – forma wróżenia wykorzystująca przedmioty będące pod ręką lub rzeczy pojawiające się przypadkowo. Wróżbita wprowadza się w stan transu, aż do momentu, gdy dostrzeże jakiś obiekt lub zdarzenie i wykona wróżbę. Tę formę wróżenia stosowali w starożytnym Rzymie augurowie. W apantomancji nie ma zbioru standardowych interpretacji, a interpretacje konkretnych zdarzeń zależą od pochodzenia i przeszłości jasnowidza.
Jedna z gałęzi apantomancji przywiązuje szczególną wagę do przypadkowych spotkań zwierząt. Z tej formy wróżenia wywodzi się przesąd dotyczący czarnych kotów przebiegających drogę. Do innych przesądów opartych na apantomancji należy przekonanie, że nagłe zobaczenie myszołowa jest zapowiedzią śmierci.